# Sócrates (Fußballspieler)
Sócrates Brasileiro Sampaio de Souza Vieira de Oliveira (bekannt als Dr. Sócrates; * 19. Februar 1954 in Belém; † 4. Dezember 2011 in São Paulo) war ein brasilianischer Fußballspieler und Kinderarzt.

## Karriere
Sócrates debütierte am 17. Mai 1979 im Spiel gegen Paraguay und spielte insgesamt 60-mal für die brasilianische Fußballnationalmannschaft. Dabei erzielte der Mittelfeldregisseur 22 Tore. Er war Mannschaftskapitän bei den Fußballweltmeisterschaften 1982 in Spanien und 1986 in Mexiko.
Der Mann mit dem längsten Namen unter allen bis dahin offiziell registrierten WM-Teilnehmern war die treibende Kraft in der Offensive der brasilianischen Nationalmannschaft der 1980er. Sócrates bildete zusammen mit Zico, Falcão und Toninho Cerezo das „magische Mittelfeld-Quartett“ Brasiliens, das auch die „Fantastischen Vier“ genannt wurde. Dieses Team gewann, obwohl besonders vor der WM 1982 in Spanien haushoch favorisiert, zwar nie den Weltmeistertitel, gilt aber in Brasilien zusammen mit der 1970er Weltmeistermannschaft um Pelé dennoch als die bisher beste Seleção. 1986 nahm Brasilien wieder an der WM teil und scheiterte erneut unglücklich knapp vor dem Halbfinale. Man traf im Viertelfinale auf Europameister Frankreich und lieferte sich ein Duell, das als eines der bis dahin besten der WM-Geschichte gilt. Nach der Verlängerung kam es zum Elfmeterschießen, in dem Sócrates, der Elfmeter immer aus dem Stand schoss, seinen Elfmeter verschoss. Platini und Júlio César vergaben ebenfalls und Frankreich gewann das Elfmeterschießen mit 4:3. Nach der WM trat Sócrates von der Nationalmannschaft zurück. Falcão und Zico folgten ebenfalls, so dass eine der großen Ären der brasilianischen Nationalelf zu Ende ging.
Sócrates, der 192 cm groß war, aber nur Schuhgröße 41 hatte und berühmt für seine Absatzkicks und Steilpässe mit der Hacke war, galt als Enfant terrible des brasilianischen Fußballs. Nach eigener Aussage rauchte er täglich 20 Zigaretten, trainierte eher wenig, feierte aber umso mehr. Bei Corinthians São Paulo setzte er basisdemokratische Strukturen durch (die sogenannte Democracia Corinthiana), so dass die Spieler fortan alles bestimmten, von den Trainingszeiten bis hin zum Speiseplan. Zudem rief er die Fans dazu auf, sich gegen die Militärdiktatur und für die Demokratie zu engagieren. Zu seinen fußballerischen und politischen Mitstreitern gehörten der Kommunist und linke Verteidiger Wladimir sowie der junge Spieler Walter Casagrande. Während der beiden Meisterschaften 1982 und 1983 nutzten Casagrande und die Democracia Corintiana immer wieder den Fußballplatz zur Demonstration ihrer politischen Einstellung, um beispielsweise in Trikots aufzulaufen, die den Slogan „Demokratie jetzt“ trugen. Sócrates war studierter Arzt und wurde daher auch Dr. Sócrates genannt. Da er parallel zu seiner Laufbahn als Fußballprofi sein Studium absolvierte, verpasste er die Teilnahme an der WM 1978 in Argentinien.
Nach seiner aktiven Zeit als Fußballer arbeitete er als Kinderarzt in einem Krankenhaus von Ribeirão Preto. Doch er tat sich wie sein ehemaliger Teamkamerad Zico auch als kritischer Beobachter der Fußballszene hervor und plädierte für ein kreatives, offensives Spiel. Immer wieder setzte er sich für Reformen des Spiels ein, beispielsweise für Torkameras und mehrere Schiedsrichter. Als eine mögliche Lösung, die Partien attraktiver zu machen, propagierte er auch, nur noch mit neun Feldspielern zu spielen. Er befand das heutige Spiel als zu wenig kreativ und allzu sehr von der Athletik bestimmt. Auch den brasilianischen Fußball kritisierte er wiederholt heftig und forderte die Rückkehr zum kreativen Offensivspiel. Die 1994er-Mannschaft nannte er wegen ihrer eher defensiven Spielweise „unbrasilianisch“. 2004 geriet der 50-jährige Sócrates noch einmal in die Schlagzeilen, als er beim Amateurverein Garforth Town einen Einmonatsvertrag unterschrieb und in der neunten englischen Liga auflief.
Im August 2011 wurde Sócrates mit Magenblutungen und entzündeter Leber in ein Krankenhaus eingeliefert und verbrachte mehrere Tage auf der Intensivstation. In diesem Zusammenhang machte er seine Alkoholprobleme öffentlich. Am 4. Dezember 2011 starb er im Alter von 57 Jahren in São Paulo an einer durch eine Darminfektion verursachten Sepsis.

## Wissenswertes

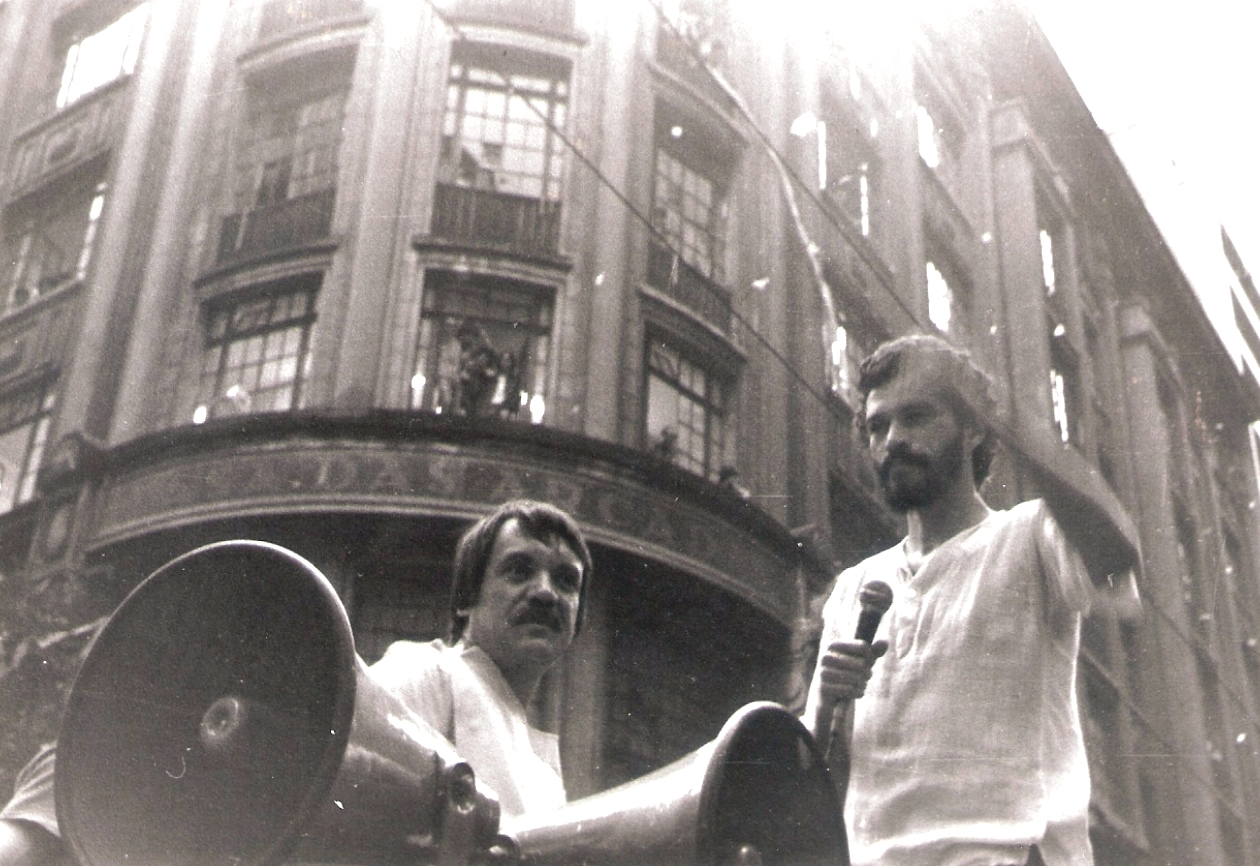
Der politisch sehr engagierte Sócrates (rechts) bei einer Kundgebung im Jahr 1984 im Rahmen der Demokratiebewegung in Brasilien

Auch Sócrates’ jüngerer Bruder Raí war erfolgreicher Nationalspieler und zeitweilig Kapitän der brasilianischen Nationalelf; Raí wurde mit Brasilien 1994 Weltmeister.
Der Titel der 2002 von Stephan Geiger publizierten Wissenschaftssatire Sokrates flankt! Eine kleine Philosophiegeschichte des Fußballs spielt mit der Doppeldeutigkeit des Namens „Sokrates“ (einerseits der Fußballer Sócrates, andererseits der griechische Philosoph Sokrates).
Éric Cantona war Moderator eines Fernsehdokumentarfilms, der 2012 unter dem Namen „Rebellen am Ball“ bei Arte ausgestrahlt wurde. Diese beschäftigte sich mit Sócrates Rolle innerhalb der Demokratiebewegung Brasiliens. Eines der Themen war Sócrates und die Demokratie von Corinthians.
Wenige Stunden nach dem Tod von Sócrates gewann Corinthians zum fünften Mal in der Vereinsgeschichte die brasilianische Meisterschaft. Vor dem Anpfiff der entscheidenden Partie gegen den Stadtrivalen Palmeiras São Paulo (Endstand: 0:0) nahmen die Spieler von Corinthians im Mittelkreis Abschied von Sócrates. In Nachahmung von Sócrates’ Geste beim Torjubel streckten die Akteure ihre Faust nach oben. Die Beerdigung von Sócrates in Ribeirão Preto fand ebenfalls am selben Tag statt.

## Erfolge

### Nationalmannschaft
- Dritter der Copa América 1979
- Vize-Meister der Mini-WM: 1980/81[7]
- Vize-Meister der Copa América 1983
- FIFA Fair Play Trophy der FIFA: 1982

### Vereine
Botafogo-SP
- Gewinn des Vicente Feola Turniers: 1976
- Gewinn des Taça Cidade de São Paulo: 1977

Corinthians São Paulo
- Gewinn der Staatsmeisterschaft von São Paulo (3): 1979, 1982, 1984

Flamengo Rio de Janeiro
- Staatsmeisterschaft von Rio de Janeiro: 1986
- Staatsmeisterschaft von Rio de Janeiro-Vize: 1987
- Copa União: 1987

Auszeichnungen
- Südamerikas Fußballer des Jahres: 1983

## Zitate über Sócrates
„Brasilien hat einen seiner geschätztesten Söhne verloren, auf dem Platz war er ein Genie. Außerhalb des Platzes war er politisch aktiv, besorgt um sein Volk und sein Land.“

„Ein Stück unserer Geschichte brach mit seinem Tod weg und ging verloren.“